# Fluorit
Fluorit je kubični mineral, kalcijev fluorid (CaF2), koji se na Mohsovoj skali nalazi pod brojem 4.

## Osobine
Najrašireniji je mineral fluora, ima ga u hidrotermalnim žilama, gdje je udružen sa sulfidima.

Fluorit je nastao hidrotermalnim ili pneumatolitskim procesima, pa se nalazi s ostalim pneumatolitskim mineralima (turmalinom i topazom), zatim u šupljinama nekih eruptivnih stijena te kao vezivo nekih pješčanika, gdje je nastao hidrotermalnim putem. Može ga se naći i u sedimentima, te vrućim izvorima.
Različito je obojen, rjeđe bezbojan; obojeni fluoriti pokazuju fluorescenciju.
Poznati lokaliteti: Njemačka, Austrija, Španjolska, Češka [Zinnwald], BiH, Rusija, Namibija.

## Upotreba
Upotrebljava se za dobivaje fluorovodika, u talionicama kao fluks za dobivanje žitkih talina, u keramičkoj industriji (emajli, glazure), u optici (zbog male disperzije) za proizvodnju akromatskih fluoritskih leća, a i kao ukrasni kamen.